# Амфитеатров, Яков Космич
Яков Космич Амфитеатров (при рождении — Красин; 23 октября [4 ноября] 1802 — 8 [20] июля 1848) — русский педагог и богослов; писатель

. По материнской линии — племянник митрополита Киевского и Галицкого Филарета (Амфитеатрова), в честь которого и взял фамилию Амфитеатров.

## Биография
Яков Космич Амфитеатров родился в семье причетника (позднее получившего сан священника) К. И. Красина в селе Высокое Кромского уезда Орловской губернии.
Начал обучение в Севском духовном училище, а с 1817 — в Орловском духовном училище; с 1819 года учился в Орловской духовной семинарии.
В 1825 году поступил в Киевскую духовную академию, которую успешно окончил в 1829 году, получив степень магистра богословия. Он был оставлен в академии «адъюнкт-профессором по классу церковного красноречия»; с 1835 года Я. К. Амфитеатров — экстраординарный профессор, с 1837 года — ординарный профессор академии.
Отличался простотой в общении, помогал бедным и всегда сочувственно относился к нуждам учащейся молодежи. Искренне радовался, если видел, что его труды не пропадают даром, и облагодетельствованный юноша оправдывает его надежды: «Спасибо тебе, „голубёнок“, я знал, что из тебя будет прок!», — говаривал он такому бедняку. Среди тех, кого Яков Космич извлек из горькой нищеты, дал образование и вывел в люди, был уроженец Чернигова Николай Шерешило — будущий епископ Ставропольский и Екатеринодарский Евгений.
С 1830 по 1840 год Яков Космич был одним из ближайших сподвижников ректоров Киевской духовной академии архимандрита Иннокентия (Борисова), впоследствии святителя Херсонского, и архимандрита Иеремии (Соловьева), впоследствии Затворника Нижегородского. Упоминается в воспоминаниях святителя Феофана Затворника.
В этот период был в числе основателей академического журнала «Воскресное чтение», где впоследствии опубликовал около семидесяти своих статей. Позднее в журнале «Маяк» опубликовал повести «Лёва Долина» (помеченная так: «писал Афанасий Иванов самовидец») и «Падающие звёзды», а также несколько рассказов. Им также были переведены письма святителя Иоанна Златоуста к диакониссе Олимпиаде.
Был самобытным и талантливым профессором, имевшим влияние на студентов. Повлиял на разработку и направление гомилетической науки; в 1846 году в Киеве была напечатана его книга «Чтения о церковной словесности, или Гомилетика» (в двух томах) — 28 марта 1848 года император Николай I пожаловал автору инкрустированный бриллиантами перстень. Полный курс гомилетики, по замыслу автора, должен был включать три части: «О материи церковного собеседования», «О характере церковного собеседования», «О видах и родах поучений»; завершены были первые две части. М. М. Тареев отмечал: 

Ничего подобного этому сочинению история русской гомилетики прежде не имела. Когда переходишь от наших старинных гомилетик к этому поистине классическому труду, то чувствуешь себя вступившим в область, в некоторых отношениях, совершенно новую: это — сердечность и проникновение святоотеческим духом.— Тареев М. По вопросам гомилетики. — Сергиев Посад, 1903. — С. 14.
В 1847 году в Киеве появилось первое издание сочинения Я. К. Амфитеатрова «Беседы об отношении Церкви к Христианам», в дальнейшем неоднократно переиздававшееся.
В 1860 году редактор журнала «Филологические записки» А. А. Хованский напечатал статью Амфитеатрова «Заметки по всеобщей словесности» в первом номере своего издания.
Часть лекций Амфитеатрова по истории всеобщей словесности была напечатана в «Сборнике из лекций бывших профессоров Киевской духовной академии» (Киев, 1869). Много писем и отрывков из лекций Амфитеатрова Я. К. приведено В. И. Аскоченским в его книге «Я. К. Амфитеатров, ординарный профессор Киевской Духовной Академии» (Киев, 1857).
Я. К. Амфитеатров скоропостижно скончался 8 (20) июля 1848 года. Похоронен на кладбище Выдубицкого монастыря.